# 杨光斌
杨光斌（1963年—），中国政治学家，政治学博士，曾任中国人民大学政治学系教授、中国人民大学国家发展与战略研究院副院长，现任中国人民大学比较政治制度研究所所长，研究方向有政治学理论、当代中国政治、比较政治、中国国内政治经济与对外关系。

## 著作
著有《中国经济转型中的国家权力》（当代世界出版社）、《政治学导论》（中国人民大学出版社）、《中国政府与政治导论》（中国人民大学出版社）等书。

## 观点
杨光斌明確反對所謂歷史終結論。
2016年9月30日，杨光斌說，自由主義民主是在一定歷史和社會條件下，在基督教文明體系中形成的價值理念和政治制度；把自由主義民主當作普世價值，是20世紀末西方國家基於歷史終結論炮製的一種說辭，與19世紀西方建立殖民體系時提出的白人優越論是同一個性質；而历史终结论的实质仍是以西方政治文明终结其他文明，还是白人优越论式的“文明的傲慢”，国际政治学者漢斯·摩根索把这样的“普世主义”视为“民族主义化的”。
杨光斌認為人类历史告诉我们，企图唯我独尊、贬低其他文明和民族、建立单一文明一统天下的普世主义，是不切实际的幻想；正如塞缪尔·P·亨廷顿《文明的冲突与世界秩序的重建》所说，西方文化的普世观念本身就是错误的、在道德上是立不住的、在实践上是危险的。